# Ɛ̃̌
Ɛ̃̌ (minuscule : ɛ̃̌), appelé epsilon tilde caron, est une lettre latine utilisée dans l’orthographe standardisée des langues du Congo-Kinshasa dont le ngbaka minangende, ou encore dans l’écriture du bassa (langue krou), du lyélé et du tafi.
Elle est formée de la lettre epsilon avec un tilde suscrit et un caron.

## Utilisation
En ngbaka minangende, le ‹ ɛ̃̌ › est utilisé dans les ouvrages linguistiques pour représenter la voyelle /ɛ/ nasalisée avec un ton montant ; la nasalisation est indiquée à l’aide du tilde, et le ton est indiqué à l’aide du caron. Dans l’orthographe, le ton est habituellement indiqué uniquement lorsqu’il y a ambigüité.

## Représentations informatiques
L’epsilon tilde caron peut être représenté avec les caractères Unicode suivants : 
- décomposé (supplément latin-1, alphabet phonétique international, diacritiques) :

| formes    | représentations | chaînes de caractères | points de code       | descriptions                                                         |
| --------- | --------------- | --------------------- | -------------------- | -------------------------------------------------------------------- |
| capitale  | Ɛ̃̌               | Ɛ◌̃◌̌                   | U+0190 U+0303 U+030C | lettre majuscule latine e ouvert diacritique tilde diacritique caron |
| minuscule | ɛ̃̌               | ɛ◌̃◌̌                   | U+025B U+0303 U+030C | lettre minuscule latine epsilon diacritique tilde diacritique caron  |

## Sources
- « Bassa dictionary », sur Christian Education Foundation in Liberia (CEFL)
- Marcel Henrix, Dictionnaire ngbaka-français, Gand, Research Centre of African Languages and Literatures (RECALL), Gent Universiteit, 500 p. (ISBN 9789076327174 et 9076327173)
- SIL International, « Dictionnaire ngbaka », sur Webonary, 2013–2020